# Вулиця Сихівська
Вулиця Сихівська — вулиця у Сихівському районі міста Львова, в місцевості Сихів. Сполучає вулицю Зелену та проспект Червоної Калини. Прилучаються вулиці Морозна, Соняшникова, Кавалерідзе, Зубрівська.

## Історія та назва
Вулиця прокладена наприкінці 1970-х років і 1981 року названа на честь радянського військовика Климента Ворошилова. Сучасна назва — вул. Сихівська, на честь місцевості Сихів в межах якої вона розташована, походить від 1989 року. 

## Забудова

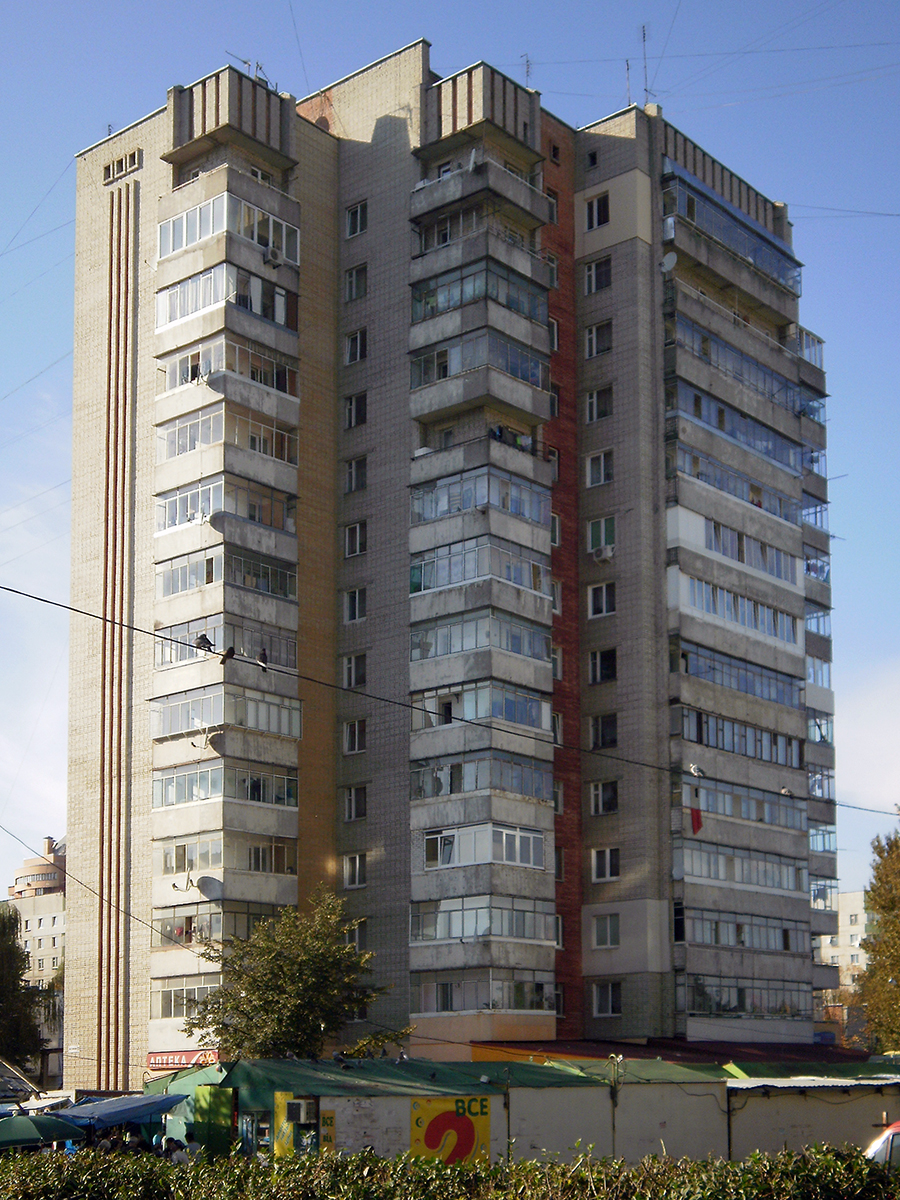
14-поверхівка серії 124-87-107 (вул. Сихівська, 12)

Вулиця Сихівська має багатоповерхову житлову забудову 1980-х—2000-х років. Під № 8 — офіси телекомпаній «Міст», «СТБ» та «Радіо 5», під № 14 — торговий центр «Іскра», під № 16а — торговий центр «Сихів».

## Транспорт
Вулиця Сихівська є однією з найважливіших у транспортному забезпеченні Сихівського житлового масиву. Станом на травень 2022 року вулицею курсує тролейбусний маршрут № 24, що сполучає житловий масив з центром міста. Окрім того вулицею Сихівською має чимало автобусних маршрутів, відповідно до нової транспортної схеми, яка була запроваджена у Львові у 2012 році тут проходять міський автобус № 40, 46, 47, маршрутні таксі № 13, 14, 19, 23, 37, 38, а також приміські маршрути № 116, 154, 160, 161, 178, 179, які сполучають житловий масив з навколишніми селами.